# Lahourcade
Lahourcade település Franciaországban, Pyrénées-Atlantiques megyében. Lakosainak száma 710 fő (2022. január 1.). Lahourcade Lagor, Lucq-de-Béarn, Monein, Mourenx, Noguères, Pardies és Os-Marsillon községekkel határos.

## Népesség
A település népességének változása:
| Lakosok száma | 703  | 696  | 727  | 698  | 698  | 699  | 702  | 703  | 710  |
|               | 2013 | 2015 | 2016 | 2017 | 2018 | 2019 | 2020 | 2021 | 2022 |